# 青年新政
青年新政（せいねんしんせい、英: Youngspiration、中国語略称：青政）は香港民族の自決を主張する香港本土派の政党である。「香港の中国化」と「赤化」（共産主義化）に反対し、香港と中国を分離することを主張していた。

## 概要
香港の立法会議員に当選した游蕙禎、梁頌恆がともに所属した政党として有名である。
2016年時点で、「青年新政」には100人余りの党員がおり、その大部分が20代から30歳にかけての若い社会人であった。
游蕙禎は日経新聞のインタビューに対し、青年新政と従来の香港民主派や香港本土派の違いは、香港人のアイデンティを強く持つかどうかであり、香港を優先するかどうかであると答えた。

## 議員資格取り消し
2016年、中国の全国人民代表大会が香港基本法の解釈を示し、立法議員に当選した梁頌恆と游蕙禎は就任宣誓の際に、中国に忠誠を誓う文言を拒否したことから議員資格を無効とした。
全人代が、香港基本法の解釈を直接示すのは異例であった。両氏は香港の高等法院に訴訟を起こしたが、敗訴している。
その後、梁頌恆は家族と縁を切り、青年新政からも身を引いたとしている。

## 脱退者
- 発言人の周世傑（中国語版）は2016年2月2日に青年新政を脱退した。

- 元立法会議員の游蕙禎は2019年6月28日に青年新政を脱退した[7]。
- 元立法会議員の梁頌恆は2020年12月11日に青年新政を脱退し米国に亡命した[8]。